# Aphaereta basirufa
Aphaereta basirufa (лат.) — вид очень мелких наездников-браконид рода Aphaereta из подсемейства Alysiinae (Braconidae). Эндемик Мадагаскара.

## Описание
Мелкие наездники-бракониды, длина тела 2,7-3,0 мм, длина переднего крыла 3,8-3,9 мм. Усики 22-25-члениковые. Бёдра задней пары ног в 5 раз длиннее своей максимальной ширины. Основная окраска коричневая, ноги, скапус, первый метасомальный тергит и яйцеклад жёлтые. Мандибулы простые, с 3 зубчиками, вентральный и диагональные кили жвал хорошо развиты; птеростигма переднего крыла узкая; RS+M в переднем крыле отсутствует; 2RS короче, чем 3RSa; первая субдискальная ячейка открытая.

## Систематика
Вид был описан в 1949 году по материалам из Мадагаскара. Видовой статус подтверждён в 2015 году швейцарским энтомологом Франциско Хавьером Перисом-Фелипо (Francisco Javier Peris-Felipo; Базель, Швейцария). Относят к подсемейству Alysiinae.